# Haute Autorité des médias et de l'audiovisuel
La Haute Autorité des médias et de l'audiovisuel (HAMA) est une structure publique tchadienne chargée de veiller au respect des règles déontologiques et de la législation en matière de technologies de l'information et de la communication, ainsi que de réguler l’accès et l’exercice de la profession de journaliste au Tchad,. Créée en 2018, elle remplace le Haut Conseil de la communication (HCC),.
En décembre 2024, quelques jours avant des élections législatives controversées et boycottées par une partie de l'opposition, les médias en ligne se mettent en grève. Ils dénoncent d'abord l'interdiction faite par la HAMA aux médias en ligne de diffuser des contenus au format vidéo. Cette mesure est toutefois suspendue par la Cour suprême (en). Les médias privés (et les organisations comme l'association des éditeurs de la presse privée et le patronat de la presse tchadienne) protestent ensuite contre le non-versement de 300 millions de francs CFA, un versement annuel prévu par la loi. Les médias réclament aussi une aide supplémentaire pour la couverture des élections législatives. De son côté, la HAMA déclare ne pas non plus avoir reçu la subvention annuelle.